# Vânătorii Mici
Vânătorii Mici é uma comuna romena localizada no distrito de Giurgiu, na região de Muntênia. A comuna possui uma área de 58.03 km² e sua população era de 4667 habitantes segundo o censo de 2007.